# Études de psychologie en Suisse
 (août 2025).
Motif : manque de sources secondaires centrées
- Archive Wikiwix
- Bing
- Cairn
- DuckDuckGo
- E. Universalis
- Gallica
- Google
- G. Books
- G. News
- G. Scholar
- Persée
- Qwant
- (zh) Baidu
- (ru) Yandex
- (wd) trouver des œuvres sur Wikidata

| 1. | Préciser le motif de la pose du bandeau. | Précisez le motif de la pose du bandeau en utilisant la syntaxe suivante : {{admissibilité à vérifier\|date=août 2025\|motif=remplacez ce texte par le motif}}                                       |
| 2. | Informer les utilisateurs concernés.     | Pensez à avertir le créateur de l'article, par exemple, en insérant le code ci-dessous sur sa page de discussion : {{subst:avertissement admissibilité à vérifier\|Études de psychologie en Suisse}} |

Pour un article général, voir Études de psychologie.
 (janvier 2021).
Les études de psychologie permettent d'obtenir le titre de psychologue et d'exercer l'une de ses différentes spécialités : psychologue clinicien spécialisé en psychopathologie, psychologue clinicien spécialisé en neuropsychologie (communément appelé neuropsychologue), psychologue du travail, psychologue scolaire...
En Europe il est obligatoire de valider au moins 5 années universitaires pour avoir le droit de porter le titre de psychologue , en Amérique du nord il est nécessaire de faire un doctorat (Ph.D ou Psy.D) pour être psychologue.

## Présentation
En Suisse romande, les études de psychologie sont proposées dans les Universités de Genève, de Lausanne, de Neuchâtel et de Fribourg. Chaque université propose une formation de base au niveau bachelor, cette formation pouvant être complétée au niveau master par des orientations spécifiques à chaque université. Parmi celles-ci, on retrouve la psychologie clinique à Genève, la psychologie du conseil à Lausanne et la psychologie du travail à Neuchâtel. Quant à l'université de Fribourg, elle propose une formation bilingue français-allemand.
Une formation à distance est envisageable avec UniDistance située à Sierre. L'institution forme uniquement au niveau du bachelor sur une durée de 9 semestres.
Une option en psychologie appliquée HES (bachelor) est aussi possible en Suisse. Cela peut se faire en cours d'emploi également.